# Odprto prvenstvo ZDA 2007
Odprto prvenstvo ZDA 2007 je teniški turnir za Grand Slam, ki je med 27. avgustom in 9. septembrom 2007 potekal v New Yorku.

## Moški posamično
Roger Federer :  Novak Đoković, 7-6 (4), 7-6 (2), 6-4

## Ženske posamično
Justine Henin :  Svetlana Kuznecova 6-1, 6-3

## Moške dvojice
Simon Aspelin /  Julian Knowle :  Lukáš Dlouhý /  Pavel Vízner 7-5, 6-4

## Ženske dvojice
Nathalie Dechy /  Dinara Safina :  Chan Yung-jan /  Chuang Chia-jung, 6-4, 6-2

## Mešane dvojice
Viktorija Azarenka /  Maks Mirni :  Meghann Shaughnessy /  Leander Paes 6-4, 7-6 (6)